# Bitwa nad rzeką Yahagi
Bitwa nad rzeką Yahagi (jap. 矢作川の戦い Yahagi-gawa no tatakai) – bitwa wojny Gempei stoczona w 1181 roku. W bitwie tej zwyciężyła armia rodu Taira, którą dowodził  Tomomori Taira.
Wiosną 1181 obie strony, Tairowie i Minamoto, przystąpiły do ofensywy. Ich siły spotkały się w bitwie nad rzeką Sunomata. Pobity Yukiie Minamoto wycofał się za rzekę, a następnie kontynuował odwrót, aż do rzeki Yahagi. Tam postanowił powstrzymać przeciwnika: zniszczył most, a wojska ustawił za murem z tarcz. Oddziały Tairów ponownie odepchnęły Minamotów, nie były jednak w stanie ścigać nieprzyjaciela, bo były zbyt słabe. Ponadto, ich dowódca, Tomomori, się rozchorował.
Yukie Minamoto dołączył do swego bratanka Yoshinaka Minamoto, który w drugiej połowie 1181 roku zajął prowincję Echigo (dzisiejsza prefektura Niigata) i na jesieni odparł kontratak Tairów. Były to ostatnie operacje wojskowe, bo zła pogoda spowodowała klęskę głodu, co wraz z epidemią spowodowało zahamowanie działań wojennych w 1182 roku.